# Viquipèdia en eslovac
La Viquipèdia en eslovac (en eslovac: Slovenská Wikipédia) és l'edició en eslovac de la Viquipèdia.
Va ser creada l'octubre del 2003 però, no obstant això, va estar inactiva fins a l'estiu del 2004. El setembre del 2005 va arribar als 15.000 articles, l'agost del 2006 als 50.000 i el 28 d'agost del 2008 va superar els 100.000. La Viquipèdia en eslovac és una de les viquipèdies més grosses editades en llengua eslava. Actualment, (març 2025) té 237.801 articles.